# 旧莱宁根
旧莱宁根是德国莱茵兰-普法尔茨州的一个市镇。总面积11.47平方公里，总人口1825人，其中男性909人，女性916人（2011年12月31日），人口密度159人/平方公里。